# Quesnelia liboniana
Quesnelia liboniana är en gräsväxtart som först beskrevs av De Jonghe, och fick sitt nu gällande namn av Carl Christian Mez. Quesnelia liboniana ingår i släktet Quesnelia och familjen Bromeliaceae. Inga underarter finns listade i Catalogue of Life.

## Bildgalleri

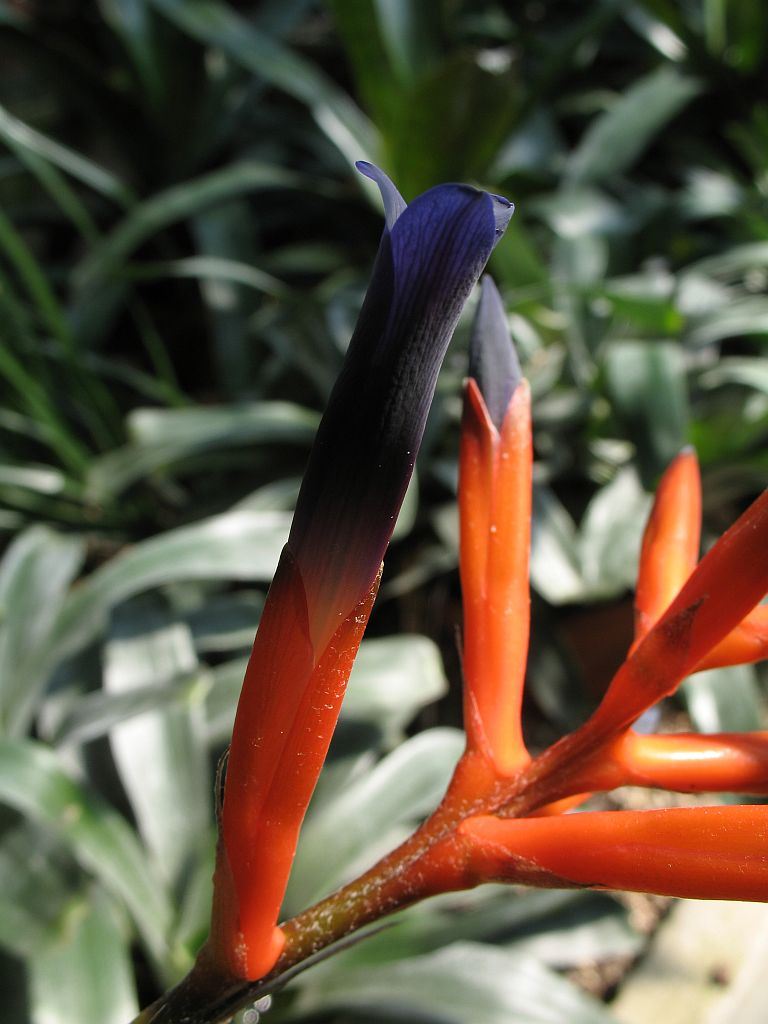
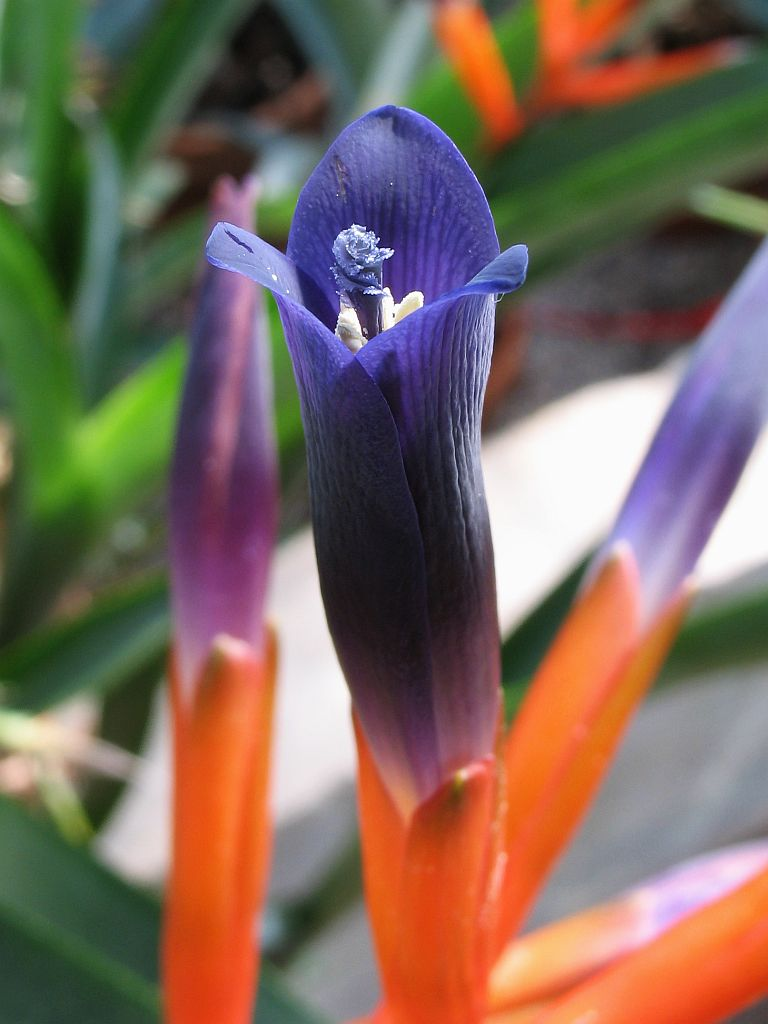
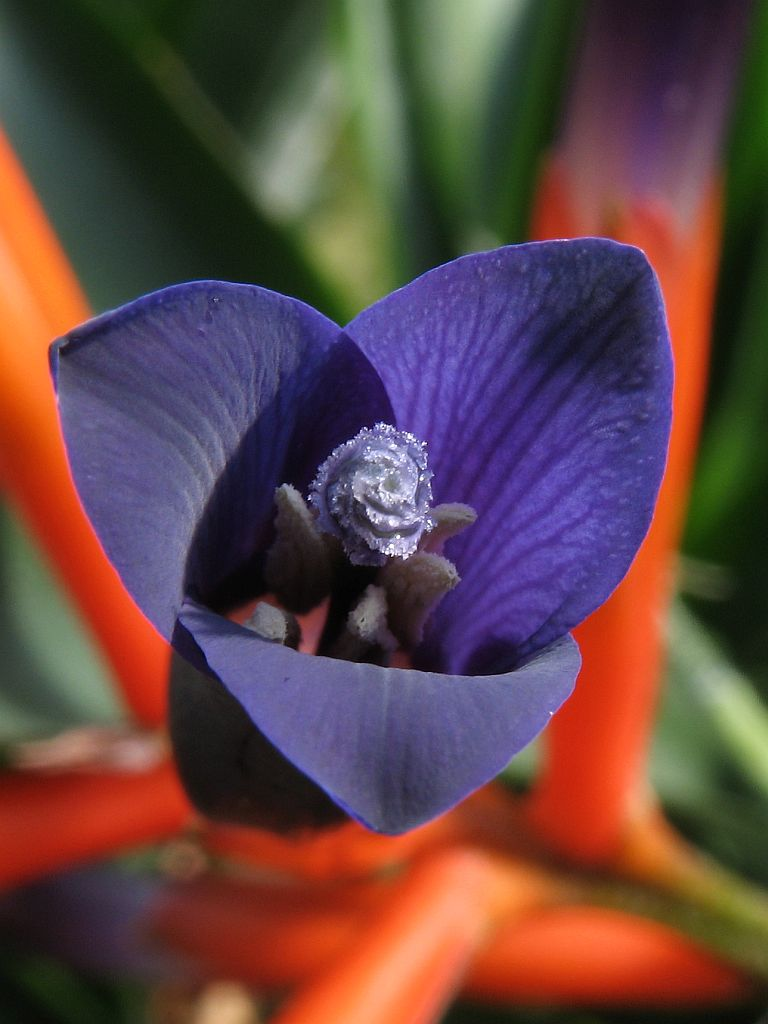